# Музей історії розвитку вугільної промисловості Лисичанського кам'яновугільного району
48°55′01″ пн. ш. 38°25′46″ сх. д. / 48.916943° пн. ш. 38.429347° сх. д.
«Музей історії розвитку вугільної промисловості Лисичанського кам'яновугільного району» — музей у місті Лисичанськ за адресою вул. Менделєєва,45, який відображає історію розвитку вугледобування від початку до сьогодення.

## Історія
Створений в 1995 році. Відкриття присвячене до знаменної дати - 200-річчя Донбасу, яке за рішенням Міністерства вугільної промисловості України проводилося в Лисичанську. Підпорядкований ПАТ Лисичанськвугілля.
З 1795, саме з дати закладки в Лисичанську першої казенної вугільної шахт (рудника), починається промисловий видобуток вугілля на Донбасі.
З 1834 року тут почала працювати гірська школа, а з 1872 року - штейгерська школа, яка готувала гірських майстрів-штейгерів для вугільної промисловості Донбасу, з 1799 року в Лисичанську вперше отримали кокс для Луганського ливарного заводу.
   Усвідомлюючи заслуги Лисичанських шахтарів перед вугільною промисловістю  історики і краєзнавці міста висунули ідею створення музею історії гірничої справи, яка була підтримана Лисичанським міськвиконкомом і ПО «Лисичанськвугілля». Напередодні ювілею Донецького басейну в будівлі штейгерської школи був відкритий музей історії гірничої справи, що став єдиним закладом такого роду на Донбасі.
Станом на 2020 рік його відвідали понад 100 тисяч шанувальників історії.
До унікальних експонатів музею належать:
- 1) геологічна колекція мінералів і корисних копалин Європи та Азії. Є мінерал гравіліт з Антарктиди.
- 2) молоток первісної людини, його вік 40-50 тис. років.
- 3) шахтарська лампа «Бог в помощь» XIX століття.
- 4) предмети побуту шахтарів XIX століття.

- Зібрані матеріали про гірників, яку працювали на місцевих шахтах - героїв Соціалістичної праці І.П. Івонина, Ф.С. Капусту, І.М. Побоку, відомих інженерів-педагогів Н.В. Лопатіна, П.С. Мордвинова, Г.М. Копійко  для виставок, присвячених їх 100-річчям.

Музей має 5 виставкових зали, експозиції яких присвячені: 
- геології Донбасу;
- історії розвитку вугільної галузі країни;
- розвитку механізації вуглевидобутку і проходки гірських виробок;
- побуту шахтарів 19-20 століть;
- мінералам.

Перший зал присвячений вугіллю: як воно утворилось мільйони років тому, про те, що воно дає людям, промисловості, адже з вугілля виробляється понад двохсот видів різної продукції. Звертаємо увагу на те, що вугілля тодішньої Російської імперії починалось з Лисичанська. З перших днів роботи шахт почав накопичуватися гірницький досвід, за яким сюди їхали гірники з усіх районів Донецького кам'яновугільного басейну. У нас ще з XIX століття закладалася гірнича наука за допомогою вчених з Санкт-Петербурга, які саме в Лисичанську починали розвивати ідеї видобутку і використання кам'яного вугілля. Лисичанськ був вугільною лабораторією всієї царської Росії.
Другий зал музею присвячений історії Лисичанська, його вугільним шахтам. Тут можна дізнатися про Указ російської цариці Катерини II  «Об учреждении литейного завода в Донецком уезде при речке Лугани и об учреждении ломки найденного в той стране каменного угля». Про перші шахти Донбасу нагадують картини художників, сюжети яких відновили за спогадами старожилів, на яких видно, як за допомогою воротків ручним способом піднімали вугілля з шахт, опускали туди робітників, матеріали.
Є куточок, який розповідає про Дмитра Менделєєва, який перебуваючи на Донбасі, знайомився з Лисичанської штейгерской школою, бував в шахтах. Є картина невідомого художника, де зображено Менделєєва за роботою в своєму кабінеті.
У музеї є макети, що показують шлях розвитку гірничої техніки від обушка до сучасного комбайна.
Один з куточків музею історії гірничої справи України» присвячений 200-річчю Донбасу. Тут розповідається про видатних людей, які жили в Лисичанську і відбулися тут, як фахівці.
Ще в одному залі кожен з семи стендів присвячений одній з діючих або вже закритих шахт Лисичанська.
Окрему увагу в експозиції музею приділено видатному вченому-геологу Леоніду Лутугину, який саме тут почав вивчення Донбасу. 
Григорію Капустіну, якому довгі роки помилково приписувалось відкриття вугілля на Донбасі,  присвячена велика експозиція Музею.
Малий Зал Слави вмістив в себе стенди про 19 відомих гірників «Колиски Донбасу», кожен з яких - легенда вугільної промисловості України.
Ще один зал знаходиться в постійному оновленні. У ньому зібрані експонати та матеріали про побут жителів нашого краю. Є і фотостенд, присвячений унікальному в історії України музею просто неба. У музеї також є солідна бібліотека, де зібрані книги і періодичні видання про історію «Колиски Донбасу».
Доля музею після окупації невідома.

Лисичанський музей історії розвитку вугільної промисловості
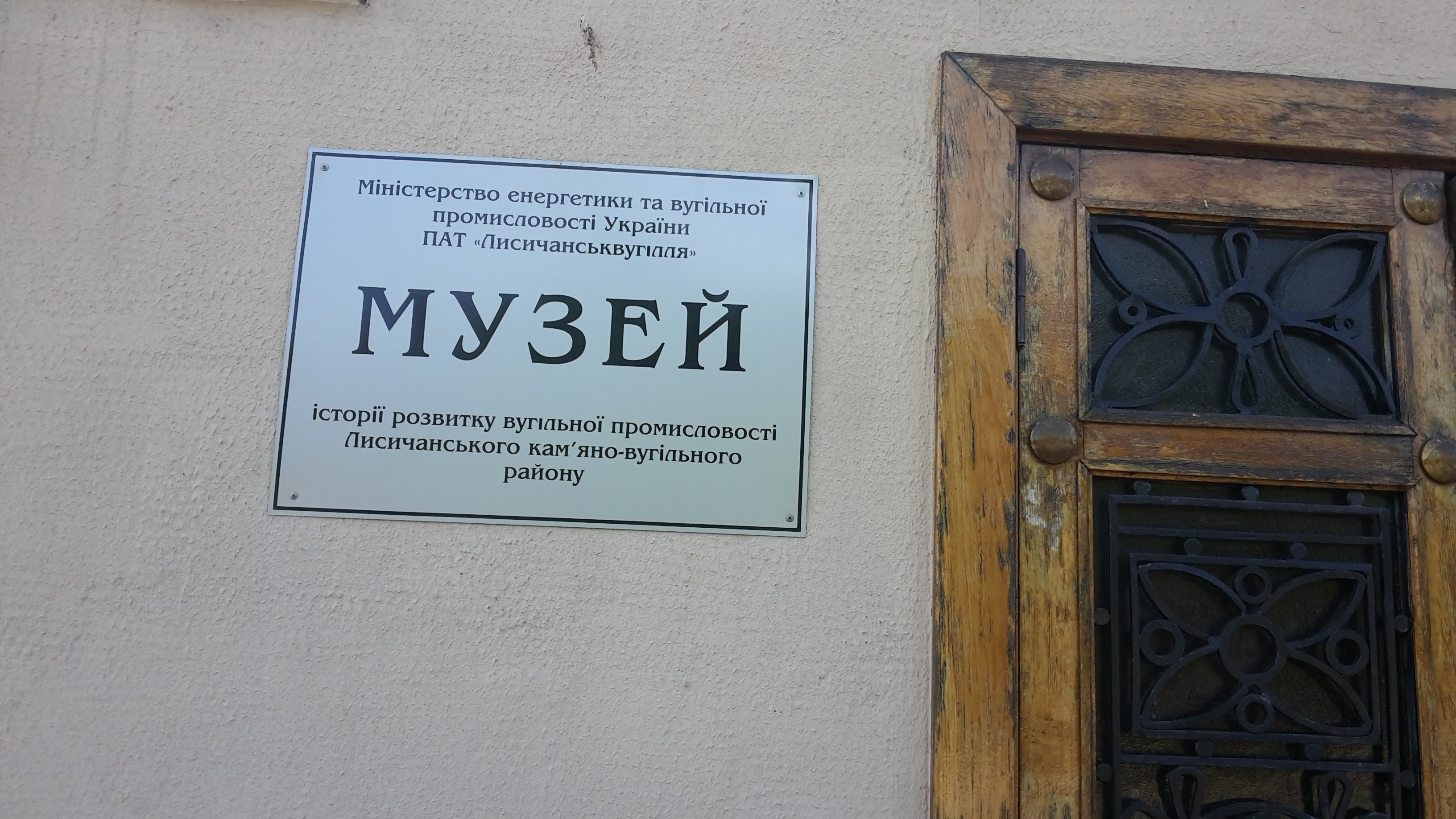
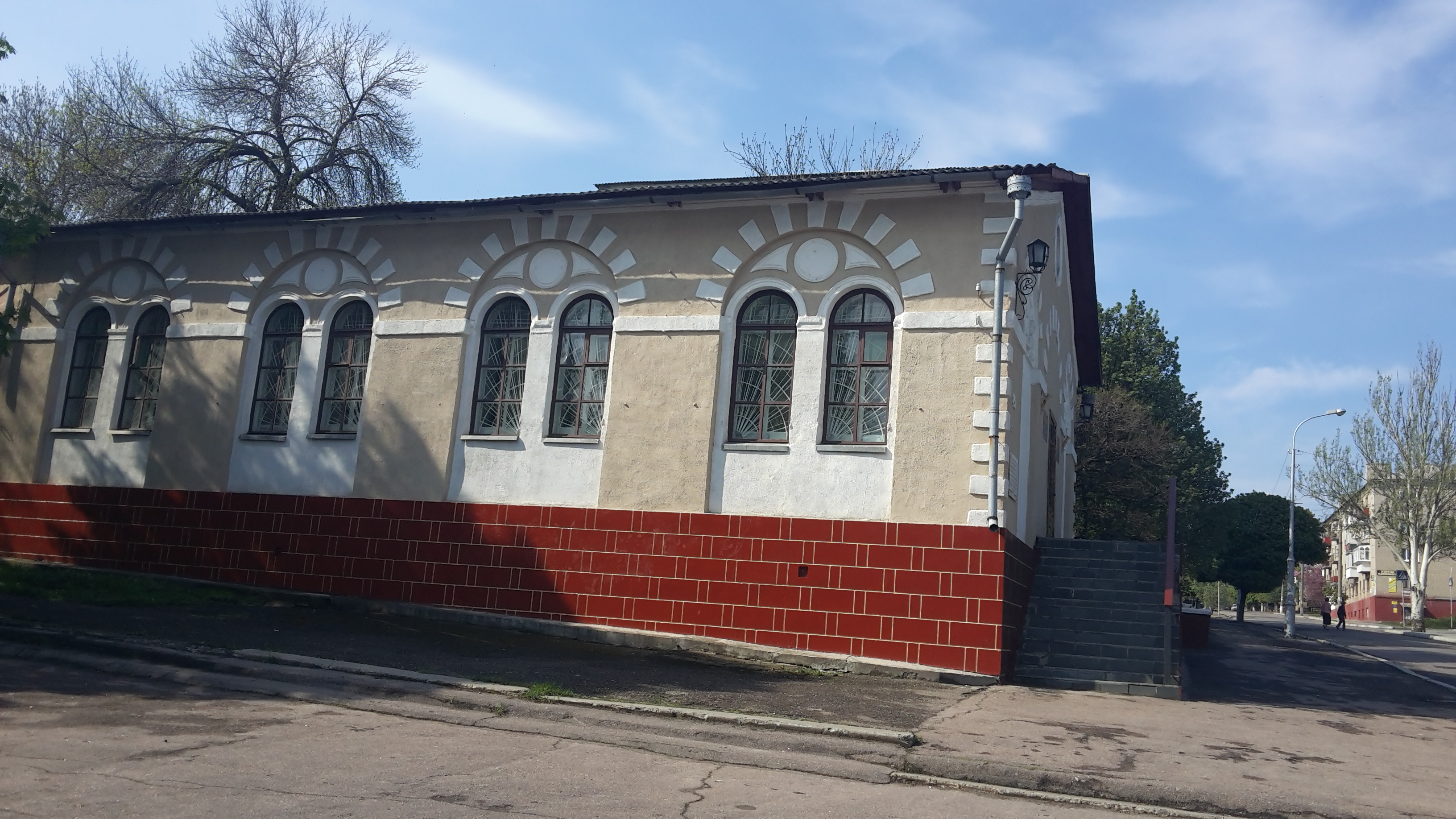
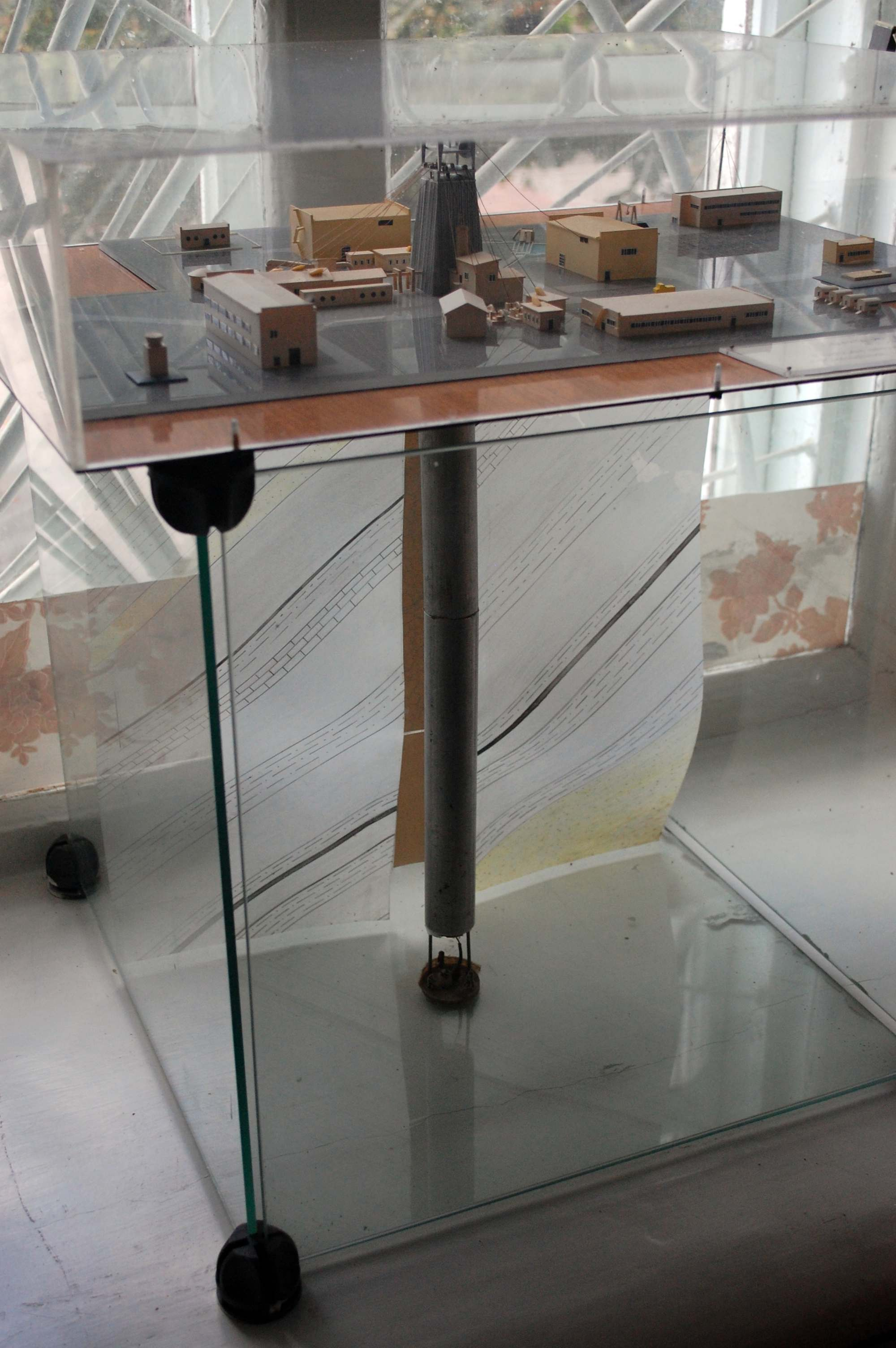
макет шахти
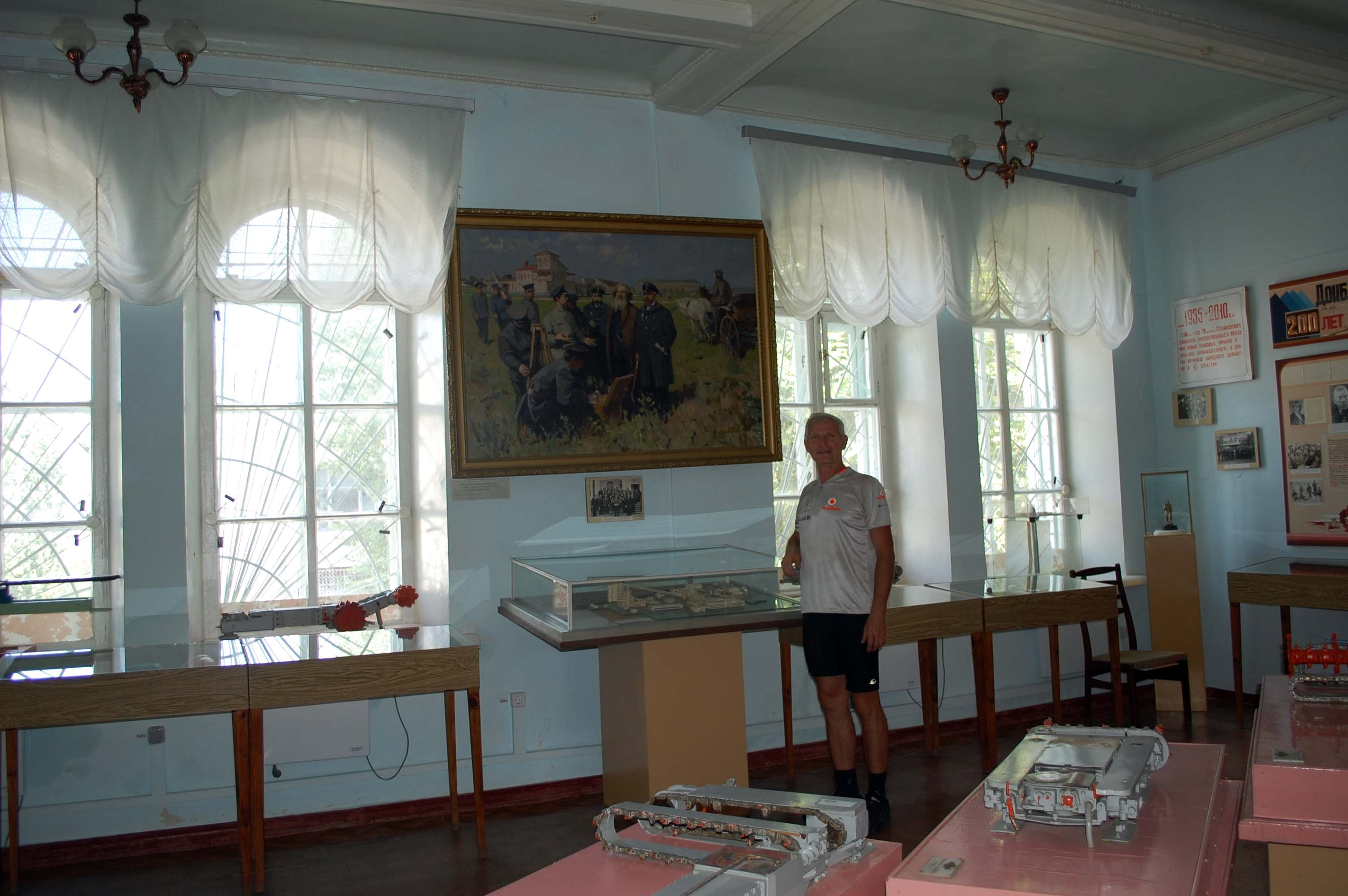
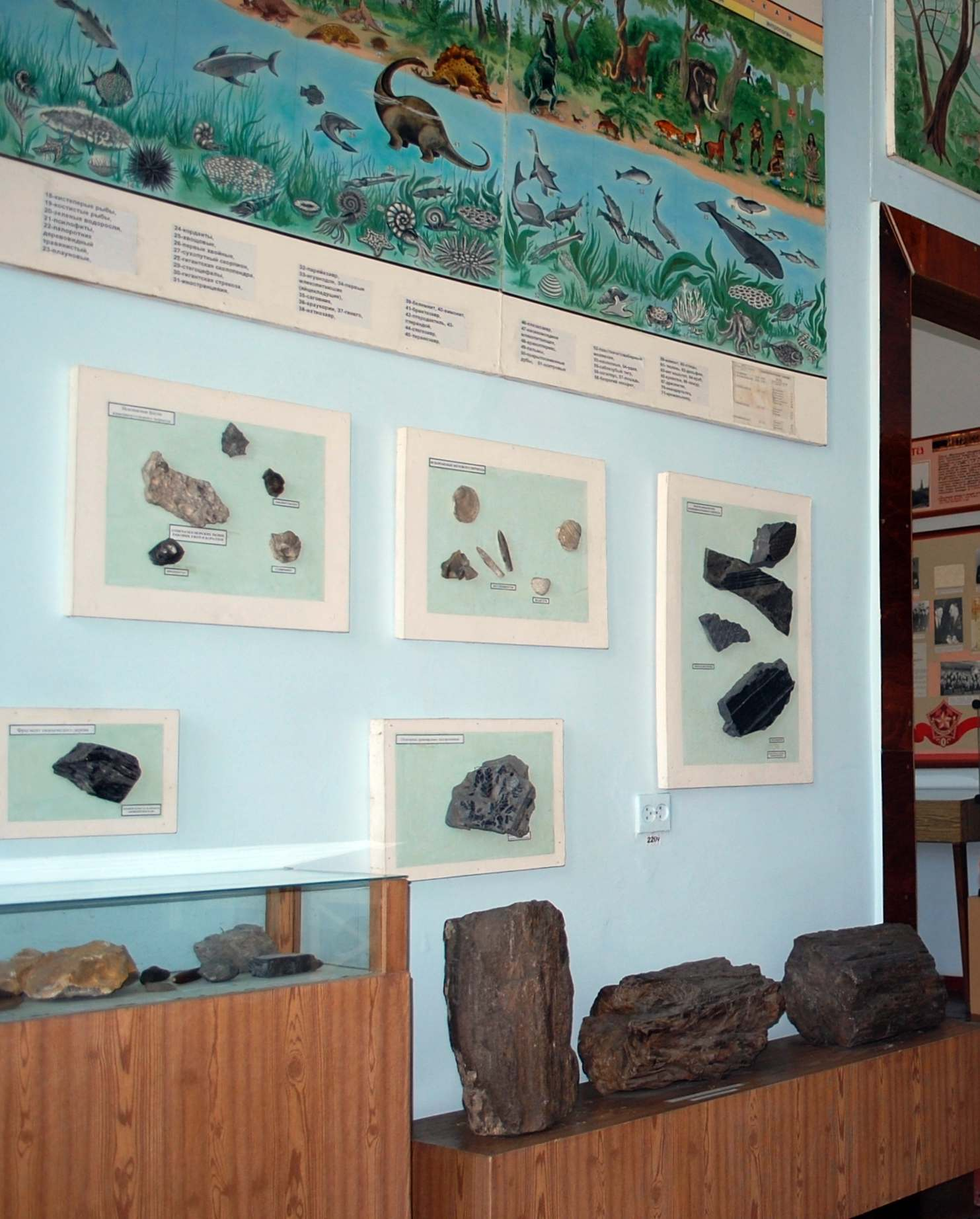
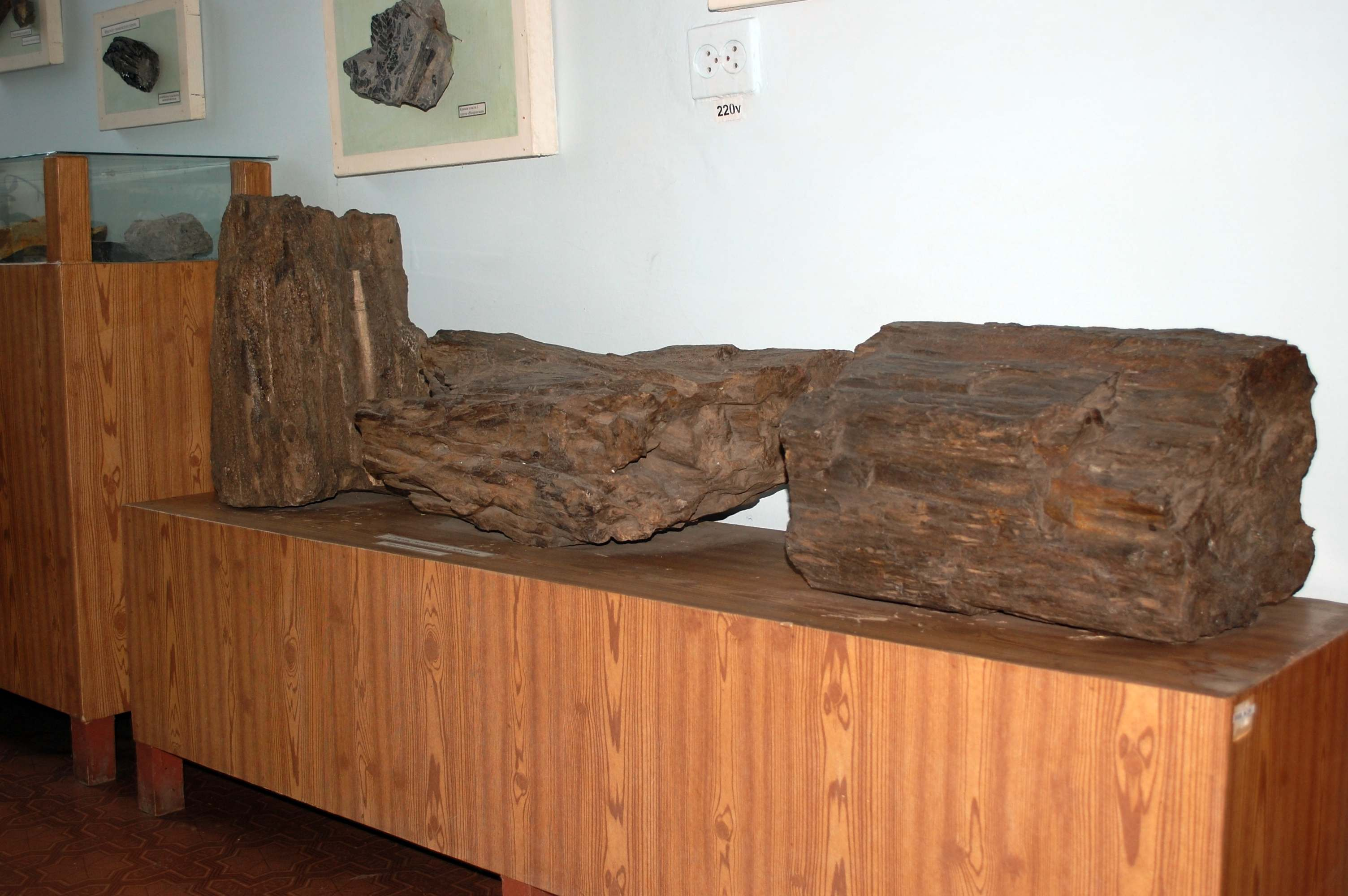
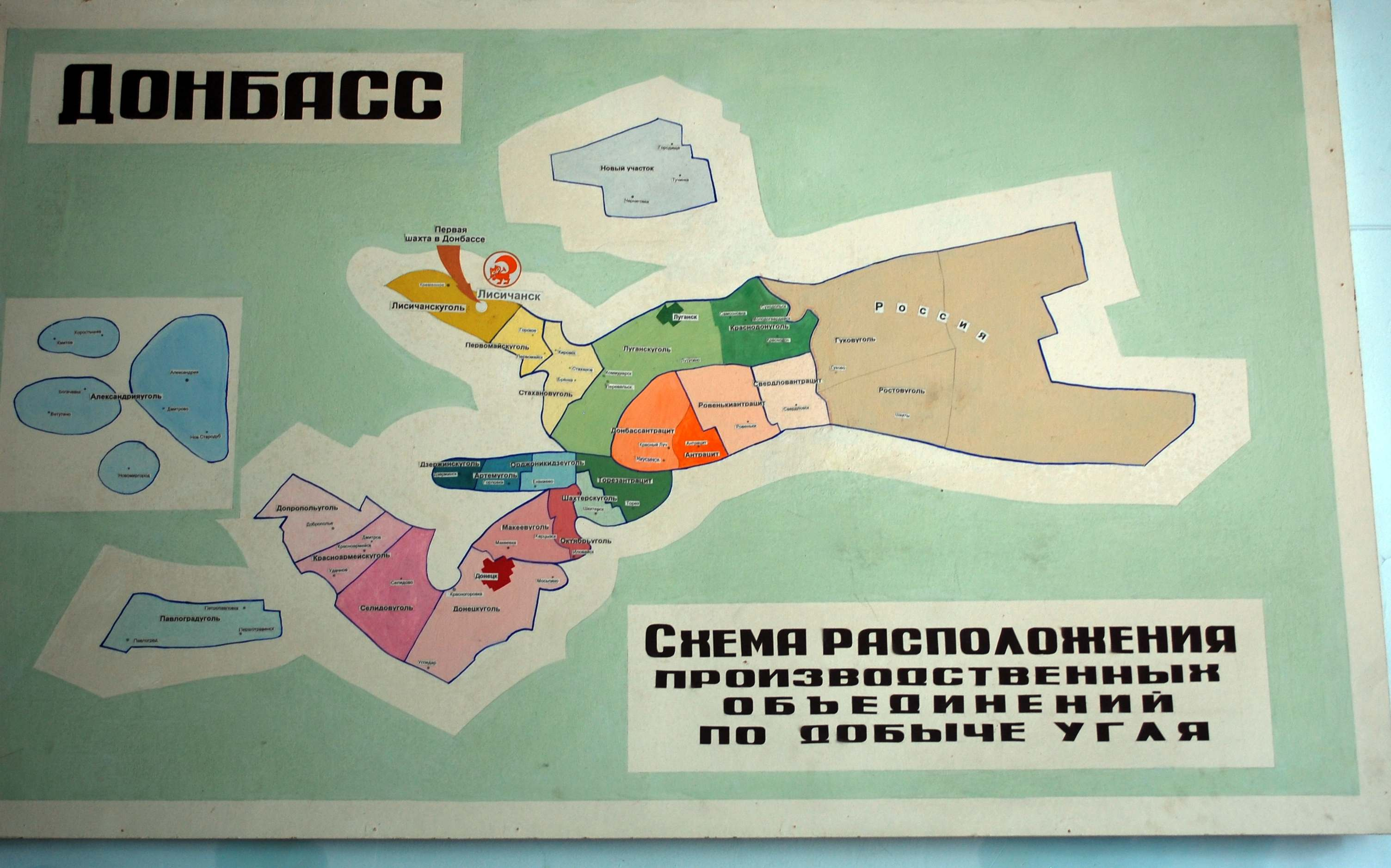
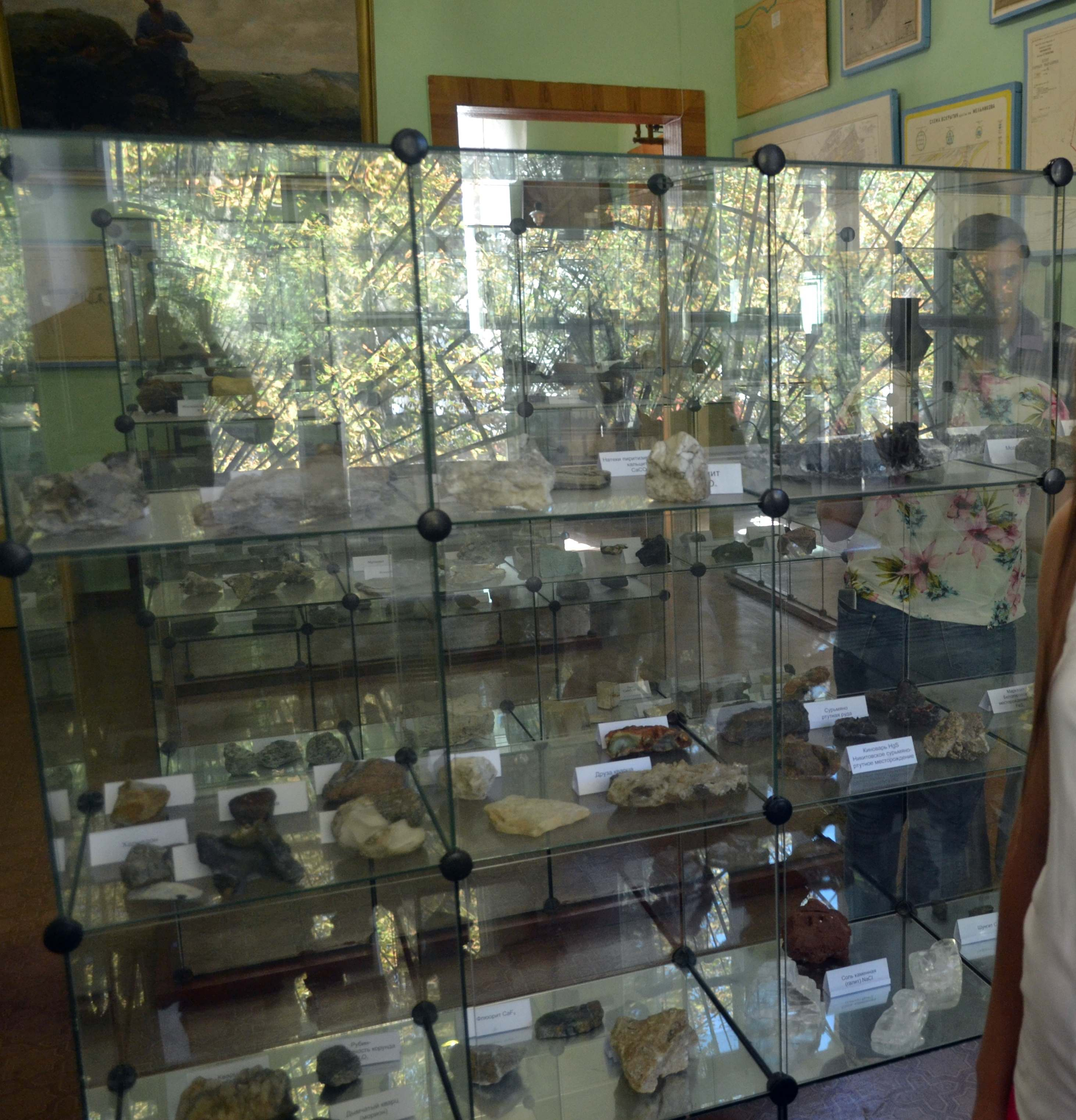
мінерали